# Хидатса (язык)
Хидатса (Hidatsa, Hinatsa, Hiraca, Minitari) - вымирающий сиуанский язык, на котором говорит народ хидатса, который проживает в индейской резервации Форт-Бертольд штата Северная Дакота в США. Похож на язык кроу. В настоящее время большинство населения говорит на английском языке.